# Katastrofa morska

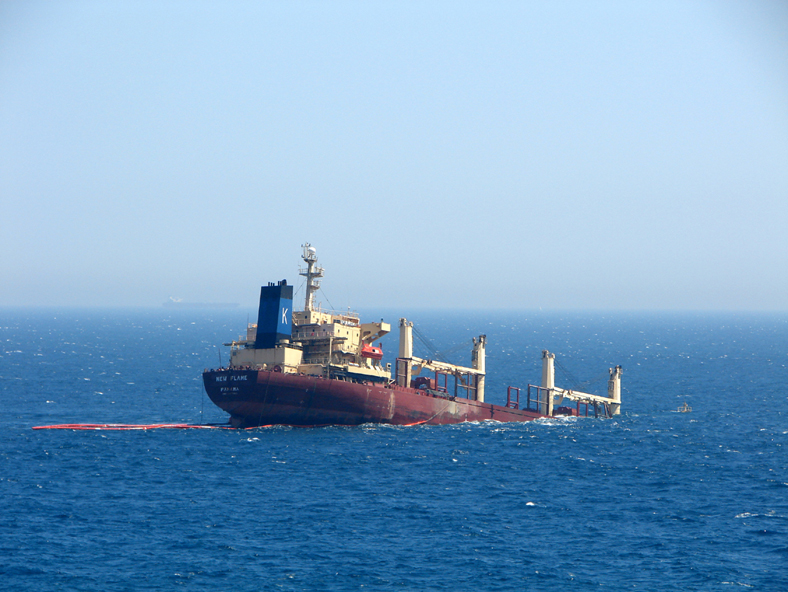
Katastrofa morska (tonący w 2007 masowiec New Flame)

Katastrofa morska – wypadek morski, którego konsekwencją jest: utracenie (lub znaczne uszkodzenie) statku, wiele ofiar śmiertelnych lub znaczne szkody poczynione środowisku naturalnemu.
Największą katastrofą morską w czasach pokoju była kolizja promu Doña Paz z tankowcem Vector, 20 grudnia 1987, około godziny 22.00. Prom płynął z filipińskiego portu Catbalogan do stolicy kraju – Manili. W cieśninie Tablas, w wyniku fatalnego w skutkach pożaru, prom – którym podróżowało 4750 osób (znacznie powyżej normy), zdążających na święta do rodzin – spłonął doszczętnie, a uratowało się jedynie 24 ludzi, dryfując w kierunku brzegów (nie spuszczono ani jednej tratwy ratunkowej). Nigdy nie poznano dokładnej liczby ofiar. Z trzynastoosobowej załogi tankowca zginęło 11 ludzi, śmierć poniosła także cała – 58-osobowa załoga promu.